# Rio Sassandra
O rio Sassandra é um rio do oeste da Costa do Marfim, na África Ocidental, sendo considerado um dos seus rios principais. É formado pela confluência do rio Tienba, que tem origem nas terras altas do noroeste da Costa do Marfim, e do rio Gouan (também conhecido como rio Bafing Sud), que provém da zona ocidental das terras altas da Guiné. O Sassandra flui na direção sul-sudeste para desaguar no Golfo da Guiné, no Oceano Atlântico. A barragem de Buyo foi construída no meio do rio em 1980, logo abaixo da confluência com o rio Nzo, para criar a albufeira chamada Lago Buyo. O rio Davo junta-se ao Sassandra pouco antes de encontrar o mar. A cidade portuária de Sassandra fica no litoral, onde o rio se encontra com o mar.
O Sassandra e os seus afluentes fluem através de ecorregiões terrestres. A parte norte ou superior da bacia encontra-se na ecorregião do mosaico guineense floresta-savana. Mais para sul, forma a fronteira entre duas ecorregiões de florestas úmidas tropicais, as florestas de terras baixas da Guiné Ocidental e as florestas da Guiné Oriental. O seu curso superior percorre regiões de savana e já foi explorado em busca de diamantes. O curso inferior marca a fronteira do Parque Nacional de Taï, numa região rica em madeiras, café e bananas. Rápidos impedem a sua navegabilidade, mas pequenas embarcações conseguem subir até 80 km da foz.

## Etimologia
O nome do rio é de origem portuguesa: os cavaleiros da casa real e navegadores portugueses João de Santarém e Pedro de Escobar, depois de descobrir a região em 1471, deram a este rio, bem como à cidade localizada na sua foz, o nome do rio Santo André (San Andrea), um nome que foi distorcido ao longo do tempo por Sassandra. Foram guiados pelos pilotos Álvaro Esteves e Martim Esteves, avançaram pela atual Costa do Marfim e testemunhos desta viagem 
e de outros portugueses depois deles são os nomes de San Pedro, Sassandra ou Fresco.

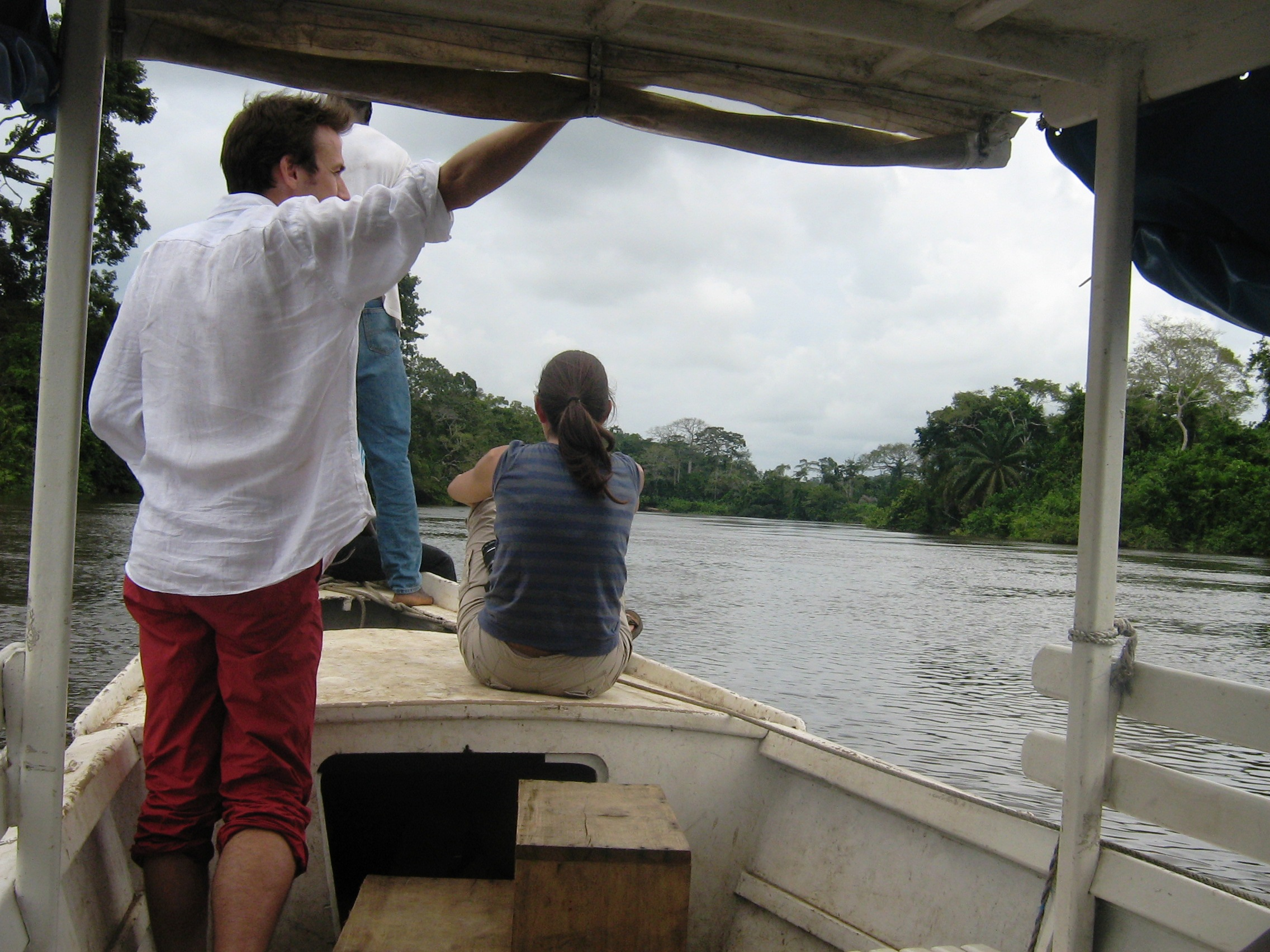
Um passeio pelo rio Sassandra

## Geografia
O Sassandra nasce nas terras altas do noroeste do país, a leste da cidade de Odienné. Tem o nome de Tienba no seu curso superior. Desde o seu nascimento, orienta-se para sul. Apenas se chama Sassandra após a confluência com o Gouan (também chamado South Bafing), vindo do oeste, das terras altas da Guiné. O Sassandra recebe as águas do Davo pela margem esquerda, pouco antes da sua foz no Oceano Atlântico.
A sua extensão total é de 650 km e a sua bacia hidrográfica cobre 75 000 km². Do ponto de vista do caudal, é, com o rio Cavally na fronteira com a Libéria, o curso de água mais importante na Costa do Marfim. Perto da cidade de Buyo, o Sassandra banha o Parque Nacional do Monte Péko. Entre a albufeira de Buyo e a cidade de Soubré, o rio corre a uma curta distância a leste do Parque Nacional de Taï.
O fluxo do rio foi observado em 1979 em Soubré, cidade localizada a jusante da confluência com o rio Lobo, e mais ou menos a 120 km da foz. A duração muito curta da observação torna os dados apenas indicativos. O caudal ou módulo médio anual observado em Soubré durante este período foi de 541 m3/s para uma área de captação de 62.000 km2, o que representa mais de 82% da área total da bacia hidrográfica. Deve-se notar que os grandes fluxos do seu afluente Davo estão excluídos desses números. A precipitação na bacia alcança 275 mm/ano, o que pode ser considerado moderadamente alto.
O Sassandra é um rio bastante irregular e o seu caudal varia de acordo com as estações e os anos. O caudal nos meses do período de baixa vazão é muito menor do que o caudal mensal médio do período de cheia, que decorre em geral de agosto a outubro.
Os seus afluentes principais são o rio Boa, o rio Férédougouba, o rio Gouan (ou Bafing sul), o rio Nzo, o rio Lobo e o rio Davo.